# Małaja Purga
Małaja Purga (ros. Малая Пурга) – wieś (sieło) w Rosji, w Udmurcji, ośrodek administracyjny rejonu małopurgińskiego. W 2010 liczyła 7711 mieszkańców.